# 덴쇼 지진

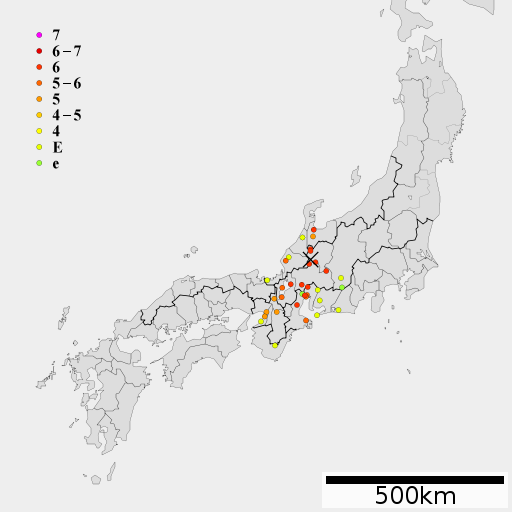
덴쇼 지진의 진도 분포

덴쇼 지진(일본어: 天正地震)은 1586년 1월 18일에 일본에서 발생한 지진이다. 오가키성, 나가시마섬에서 진도7을 관측했을 것으로 추정된다. 노비평야의 액상화 흔적을 볼 때 진도7급의 흔들림이 있었을 것으로 추정된다. 이 지진에 의한 피해의 범위는 1891년 미노-오와리 지진보다 넓었다. 따라서이 지진은 여러 단층이 거의 동시에 움직였다 것으로 추정되고있다. 그러나이 지진의 진원의 위치, 지진 규모에 대한 뚜렷한 정설은 없다. 지진으로 인한 정확한 사망자 수 등은 밝혀져 있지 않지만, 주부 지방・킨키 지방을 중심으로 피해가 크고, 특히 기후현 히다 지방에서는 대규모 산사태가 발생했다.

## 같이 보기
- 일본의 지진 목록